# Ulica Andrzeja Mielęckiego w Katowicach

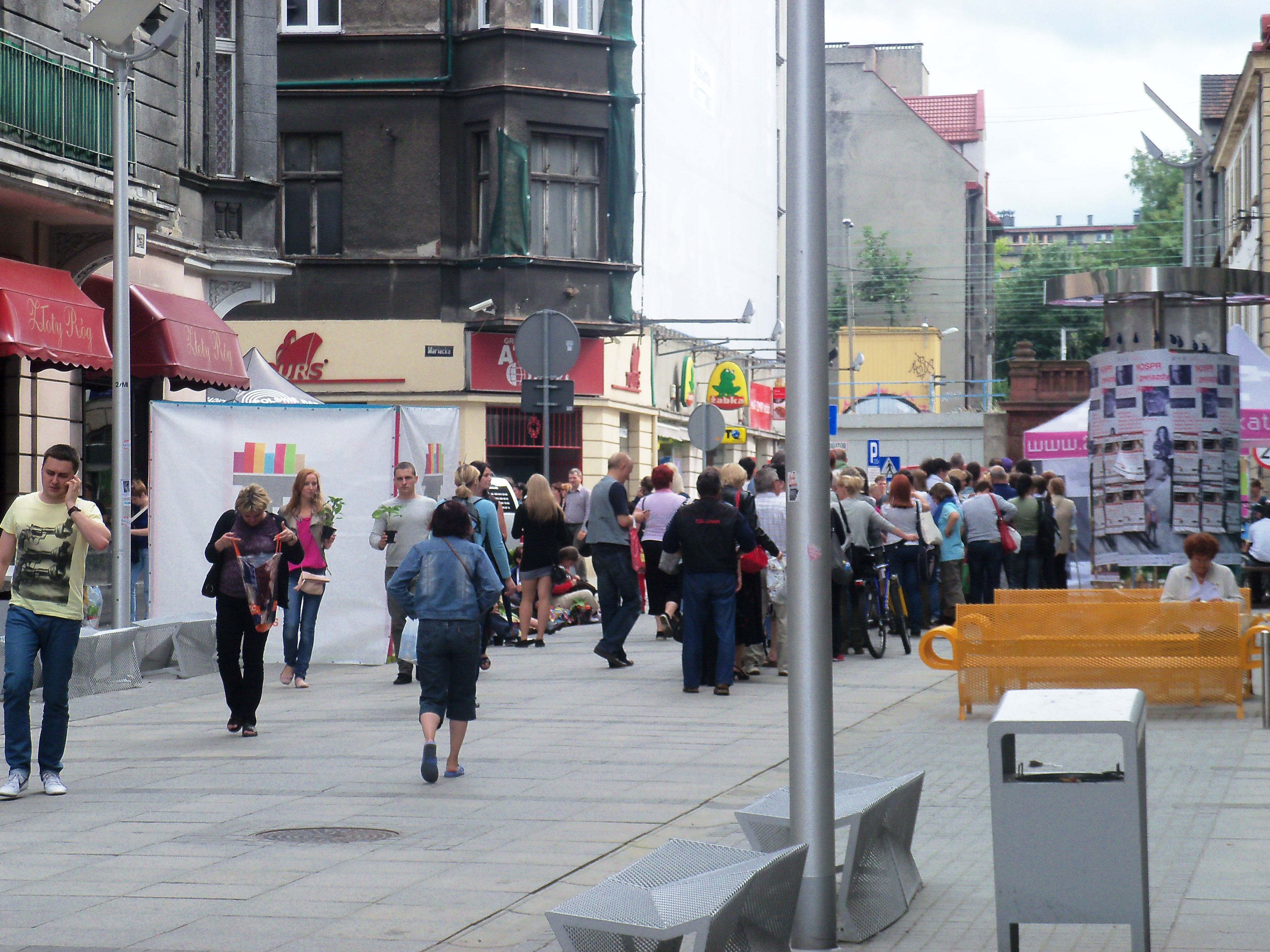
Ulica w kierunku południowym

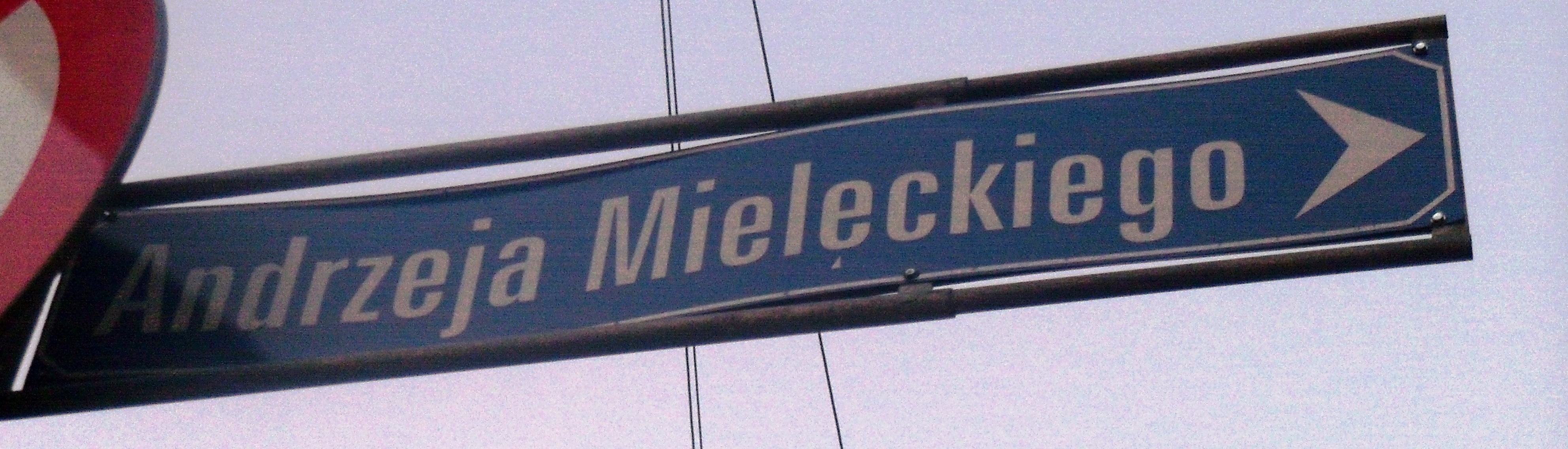

Ulica Andrzeja Mielęckiego w Katowicach (do 1922 i w latach 1939–1945 Sedanstraße) – jedna z ulic w katowickiej dzielnicy Śródmieście. Rozpoczyna swój bieg od skrzyżowania z ulicą Warszawską. Następnie krzyżuje się z ulicą Staromiejską. Kończy swój bieg przy skrzyżowaniu z ulicą Dworcową, ulicą Mariacką i ulicą Mariacką Tylną.

## Historia
Według królewskich pruskich pomiarów krajowych z 1881 (wydanych w 1883), skrzyżowanie Friedrichstraße (obecnie ulica Warszawska) i Sedanstraße (obecnie ulica Andrzeja Mielęckiego) leży 264,2 m powyżej poziomu morza.
Na ścianie budynku przy ul. Warszawskiej pod nr 6 znajduje się tablica pamiątkowa, ufundowana w 1962 przez społeczeństwo Katowic, ku czci zamordowanego przez niemieckie bojówki 17 sierpnia 1920 doktora Andrzeja Mielęckiego. Na jego cześć w 1922 ówczesną Sedanstraße przemianowano na ulicę Andrzeja Mielęckiego.
Przy ulicy Andrzeja Mielęckiego 1 od 4 grudnia 1927 działało Polskie Radio Katowice. Nadawanie rozgłośnia rozpoczęła o godzinie 13:15. Radio powstało z inicjatywy Sejmu Śląskiego. Dnia 20 sierpnia 1937 siedzibę przeniesiono do gmachu przy ul. Juliusza Ligonia 29, radio działa pod tym adresem do dziś.
W latach międzywojennych pod numerem 12 istniał Międzynarodowy Bank Handlowy S.A. Budynek banku wzniesiono według projektu Karola Schayera. Przy ul. A. Mielęckiego 8 znajdowały się: skład win i likierów A. Bodendorfa, zakład zegarmistrzowski Stanisława Beszczyńskiego, pokój śniadankowy i mleczarnia Richarda Ritschewalda, biuro Robotniczego Towarzystwa "Siła", skład konsygnacyjny Fryderyka Löw. Pod numerem 6 istniał zakład krawiecki P. Malinowskiego, pod numerem 10 – Palast Teatr (kino było własnością spółki Tichauer & Kochmann, podobnie jak kino Rialto), pod numerem 5 – kawiarnia/cukiernia Tomasza Sarnowskiego.
W 1999 zawaliła się kamienica przy ul. A. Mielęckiego 2 (na rogu z ul. Warszawską 9). Wzniesiono ją pod koniec XIX wieku. Obiekt zawalił się podczas remontu.
Kwartał ulic: św. Jana, Dworcowa, Mariacka, A. Mielęckiego, Stanisława i Starowiejska w zamyśle władz Katowic ma się stać tzw. "małym rynkiem". Pierwszym krokiem była organizacja konkursu na opracowanie koncepcji programowo-przestrzennej, urbanistyczno-architektonicznej zagospodarowania ulic św. Jana, Dworcowej, Mariackiej oraz A. Mielęckiego, Stanisława i Starowiejskiej w 2005, który wygrało konsorcjum Autorska Pracownia Architektury Kuryłowicz & Associates i Biuro Autorskie "A i R" Jurkowscy Architekci. Projekt przewidywał przekształcenie ulicy w deptak. Prace trwały od 4 sierpnia 2010. Deptak oddano do użytku w połowie grudnia 2010.

## Obiekty i instytucje

### Obiekty historyczne
Przy ulicy Andrzeja Mielęckiego znajdują się następujące historyczne obiekty:
- Kamienica mieszkalno-handlowa (ul. Mariacka 2, róg z ul. A. Mielęckiego); wzniesiona w 1901 według projektu J. Koenigsbergera w stylu modernizmu z elementami historyzmu, usytuowana na linii pierzei ulicy, narożna. Wybudowano ją na planie w kształcie litery "U". Elewację kamienicy wytynkowano (od ul. A. Mielęckiego – trójosiowa, symetryczna; od ul. Mariackiej – sześcioosiowa, niesymetryczna). Bryłę budynku rozbito narożnym wykuszem i nakryto dachem dwuspadowym z wieżyczką – hełmem w narożniku. Parter pierwotnie boniowano, obecnie zachowały się fragmenty boniowania na elewacji od strony ul. Mariackiej. Na czwartej osi tej elewacji umieszczono ozdobny portal bramy wjazdowej zwieńczony festonami. Okna prostokątne umieszczono w stylizowanych obramieniach zdobionych sztukatorskimi klińcami. Na drugiej kondygnacji elewacje są boniowane, powyżej istnieje artykulacja pionowa silnie zaakcentowana za pomocą pilastrów, biegnących aż do gzymsu wieńczącego, wydzielają one osie kamienicy. Na osi narożnej znajduje się dwukondygnacyjny, trójboczny wykusz zwieńczony balkonem. Na osi centralnej elewacji od strony ul. A. Mielęckiego i na czwartej osi elewacji od strony ul. Mariackiej umiejscowiono balkony z ozdobnymi, kutymi balustradami. We wnętrzu zastosowano trzy klatki schodowe (główna i dwie pomocnicze), a w klatce głównej – schody zabiegowe, w oknach pozostały resztki witrażu. Zachowała się oryginalna stolarka okienna, a w bramie przejazdowej – stiukowa dekoracja ścian i sufitu (fasety).
- Kamienica mieszkalno-handlowa (ul. A. Mielęckiego 3, ul. Staromiejska 14)[20]; wzniesiona w 1894, jej właścicielami byli członkowie rodziny Scheerow. W latach międzywojennych w budynku istniała wędliniarnia i jadłodajnia K. Grajcara[10].
- Zabytkowa kamienica mieszkalno-handlowa (ul. A. Mielęckiego 4); wzniesiona w 1899 według projektu Antona Zimmermanna, w stylu historyzmu (bądź eklektycznym z elementami neobaroku), na planie w kształcie odwróconej litery "L", z tylną oficyną. Obiekt wpisano do rejestru zabytków 31 grudnia 1998 (nr rej.: A/1701/98)[21]. W latach międzywojennych w budynku istniała wytwórnia szczotek i pędzli L. Kriegera[10]. Nieznaczny ryzalit zastosowano na pierwszej osi i zwieńczono szczytem. Ośmioosiową fasadę licowano cegłą, a detal architektoniczny wytynkowano. Pierwsza oś zdwojona. Opaski tynkowe umieszczono jako obramienia prostokątnych, zdobionymi dekoracyjnymi płycinami, okien. Płyciny te posiadają dekorację sztukatorską i łukowy wygięty ozdobny gzyms. Na skrajnej osi umiejscowiono hermy w postaci kobiet oraz hermowy pilaster. Na szczycie wieńczącym oś wyryto monogram "AS". Ozdobna kuta balustrada zastosowana została przy wykończeniu balkonów. We wnętrzu budynku zachowały się oryginalne skrzydła bramy oraz dwubiegowe schody tralkową drewnianą balustradą.
- Kamienica mieszkalna (ul. A. Mielęckiego 6)[20]. W dwudziestoleciu międzywojennym istniał tu zakład krawiecki, należący do P. Malinowskiego.
- Kamienica mieszkalna (ul. A. Mielęckiego 7)[20]. W dwudziestoleciu międzywojennym istniały tu: skład win i likierów A. Bodendorfa, zakład zegarmistrzowski Stanisława Beszczyńskiego, pokój śniadankowy i mleczarnia Richarda Ritschewalda, biuro Robotniczego Towarzystwa "Siła", skład konsygnacyjny Fryderyka Löw.
- Kamienica mieszkalna (ul. A. Mielęckiego 8)[20]. Elewacja budynku posiada dziesięć osi. Obiekt ma parter i trzy piętra. Wejście do kamienicy znajduje się na piątej (środkowej) osi.
- Historyczny budynek (ul. A. Mielęckiego 10)[20]. W pierwszej połowie XX wieku w budynku zlokalizowane było Kino Palast, należące do spółki Tichauer & Kochmann.
- Budynek Międzynarodowego Banku Handlowego (ul. A. Mielęckiego 12); wzniesiony w 1936 według projektu Karola Schayera[9][10][22].
- Kamienica mieszkalno-handlowa (ul. Staromiejska 21, u zbiegu z ul. Andrzeja Mielęckiego 1), wpisana do rejestru zabytków (nr rej.: A/1542/94 z 1 marca 1994[23]); wzniesiona w 1905 w stylu secesyjnym, według projektu architekta Fryderyka Jaunicha[21]. Wybudowano ją na planie odwróconej litery "L". Posiada cztery kondygnacje, ścięty narożnik z wykuszem i narożną wieżę. Osie narożne tworzą nieznaczny, pozorny ryzalit. W elewacji północnej na drugiej osi znajduje się bogato zdobiony portal z kartuszem z datą 1905. W 1945 w budynku istniała Inspekcja Pracy na Województwo Śląsko-Dąbrowskie[10].
- Budynek dawnego Banku Spółek Zarobkowych (ul. Warszawska 7, róg z ul. A. Mielęckiego), wybudowany w 1923 (nr rej.: A/1386/89 z 10 października 1989[23]); powstał po przebudowie willi Sacksa z 1876 (willę wbudowano w nowy obiekt). Projektantem przebudowy był architekt Jaretzki. Bank wzniesiono w stylu nawiązującym do neoklasycyzmu[21].
- Kamienica mieszkalna (ul. Dworcowa 1, róg z ul. A. Mielęckiego), wzniesiona na początku XX wieku, w stylu modernistycznym jako budynek narożny[20].

### Instytucje
Przy ul. Andrzeja Mielęckiego swoją siedzibę mają: biura podróży, przedsiębiorstwa handlowo-usługowe, banki, Komunalny Zakład Gospodarki Mieszkaniowej – Oddział Eksploatacji Budynków nr 9, niepubliczny zakład opieki zdrowotnej.